# Kevin Scott
John Kevin Scott (ur. 12 listopada 1969 w Elliot Lake) – kanadyjski łyżwiarz szybki.

## Kariera
Największy sukces w karierze Kevin Scott osiągnął w 1994 roku, kiedy zajął piąte miejsce podczas mistrzostw świata w sprincie w Calgary. Zajmował tam dziesiąte miejsce w pierwszym biegu na 500 m, ósme w pierwszym biegu na 1000 m, siódme w drugim biegu na 500 m oraz pierwsze w drugim na 1000 m. W tej samej konkurencji był też między innymi jedenasty na rozgrywanych rok później mistrzostwach świata w Milwaukee. Jego najlepszym wynikiem było tam trzecie miejsce w drugim biegu na 1000 m. W 1992 roku wystąpił na igrzyskach olimpijskich w Albertville, zajmując między innymi siedemnaste miejsce w biegu na 500 m i szesnaste na dwukrotne dłuższym dystansie. Na rozgrywanych dwa lata później igrzyskach w Lillehammer jego najlepszym wynikiem było dziesiąte miejsce w biegu na 1000 m. Sześciokrotnie stawał na podium zawodów Pucharu Świata, odnosząc przy tym jedno zwycięstwo: 21 stycznia 1994 roku w Milwaukee był najlepszy na 1000 m. Najlepsze wyniki osiągnął w sezonie 1994/1995, kiedy był piąty w klasyfikacji końcowej 1000 m. W 1997 roku zakończył karierę.